# Parachtes latialis
Parachtes latialis là một loài nhện trong họ Dysderidae.
Loài này thuộc chi Parachtes. Parachtes latialis được miêu tả năm 1966 bởi Alicata.